# Krautscheid

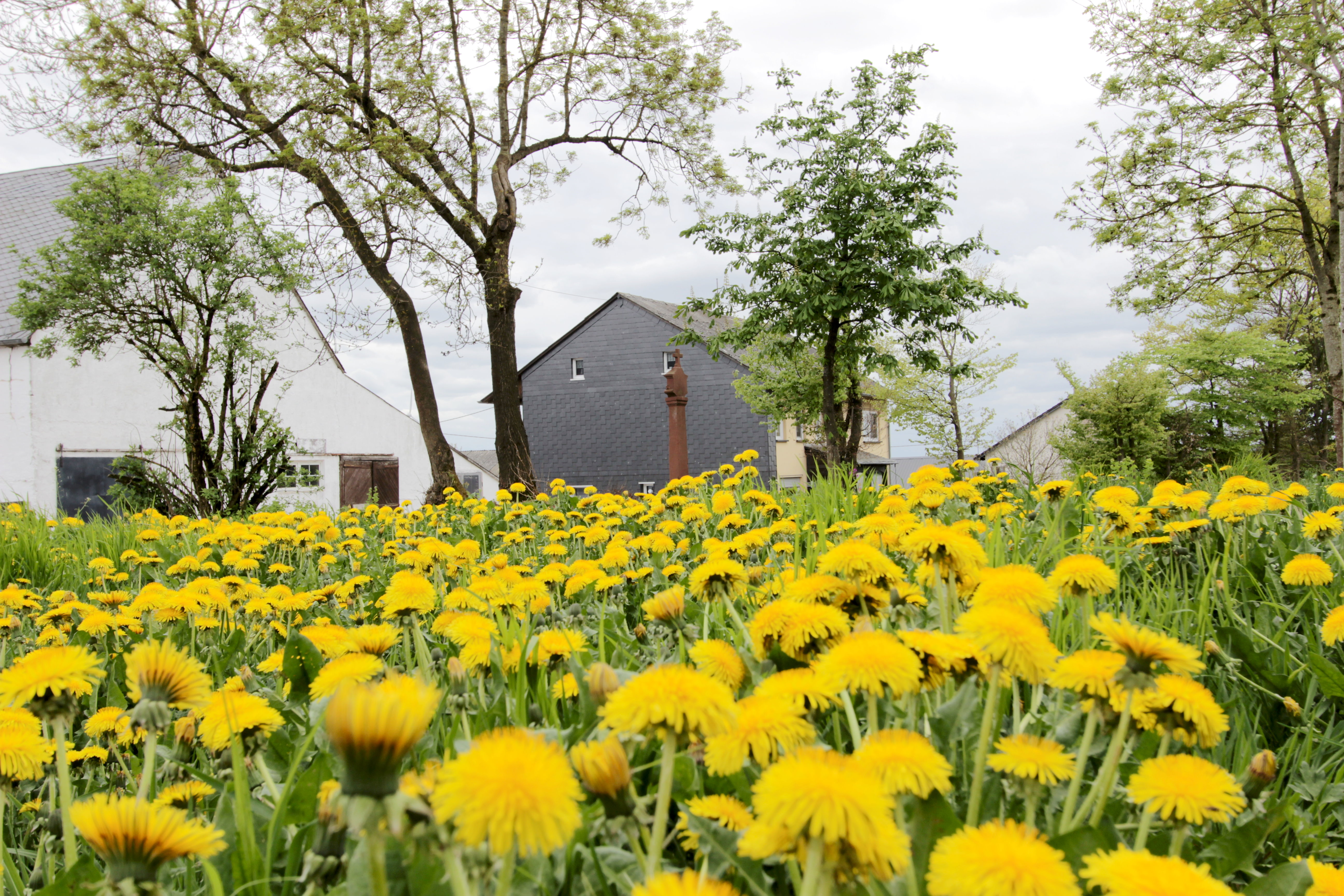
Blick auf den Bildstock von 1781

Krautscheid ist eine Ortsgemeinde im Eifelkreis Bitburg-Prüm in Rheinland-Pfalz. Sie gehört der Verbandsgemeinde Arzfeld an.

## Geographie

### Geographische Lage
Die Ortsgemeinde liegt  zwischen Neuerburg und Arzfeld auf einer weithin sichtbaren Hochebene in der Südeifel, etwa 15 km östlich der Staatsgrenze zu Luxemburg.
Zur Ortsgemeinde Krautscheid gehören die Ortsteile Ringhuscheid mit dem Wohnplatz Sauerwies, Krautscheid mit dem Wohnplatz Beim Gemeindewald und Bellscheid.

### Nachbargemeinden
Krautscheid grenzt im Norden an Lauperath, im Osten an Niederpierscheid und Oberpierscheid, Berkoth und Uppershausen im Süden sowie Arzfeld im Nordwesten.

## Geschichte
Die erste gesicherte Erwähnung des Orts unter dem Namen „Kruisscheit“ stammt von einem Kaufvertrag aus dem Jahr 1231. In diesem wird ein Walterus sacerdos de Kruisscheit (Priester Walter zu Krautscheid) als Zeuge genannt.
Bis 1794 gehörten die drei heute zur Gemeinde gehörenden Ortschaften Bellscheid, Krautscheid und Ringhuscheid zur luxemburgischen Herrschaft Neuerburg. Krautscheid war Hauptort einer Meierei, diesem Verwaltungs- und Gerichtsbezirk gehörten neben Krautscheid auch die Ortschaften Bellscheid, Hölzchen, Mauel, Niederpierscheid, Oberpierscheid,  Ringhuscheid, die Höfe Windhausen und Wehrhausen und einen Teil von Arzfeld an.
Die Inbesitznahme des Linken Rheinufers durch französische Revolutionstruppen beendete die alte Ordnung. Während der französischen Verwaltung (1795–1814) wurden die drei Ortschaften von der Mairie Ringhuscheid verwaltet, die zum Kanton Arzfeld des Arrondissements Bitburg (Bitbourg) im Departement der Wälder gehörte.
Nach der Niederlage Napoleons kamen die Orte aufgrund der 1815 auf dem Wiener Kongress getroffenen Vereinbarungen zum Königreich Preußen. Unter der preußischen Verwaltung gehörte sie zunächst zur Bürgermeisterei Ringhuscheid im Kreis Prüm, von 1854 an zur Bürgermeisterei Waxweiler (1927 umbenannt in Amt Waxweiler).
Als Folge des Ersten Weltkriegs war die gesamte Region dem französischen Abschnitt der Alliierten Rheinlandbesetzung zugeordnet.  Nach dem Zweiten Weltkrieg wurden die drei Orte innerhalb der französischen Besatzungszone Teil des damals neu gebildeten Landes Rheinland-Pfalz. Die heutige Gemeinde wurde am 1. Januar 1973 aus den aufgelösten Gemeinden Krautscheid (damals 97 Einwohner), Bellscheid (46) und Ringhuscheid (159) neu gebildet.
Bevölkerungsentwicklung
Die Entwicklung der Einwohnerzahl von Krautscheid bezogen auf das heutige Gemeindegebiet; die Werte von 1871 bis 1987 beruhen auf Volkszählungen:

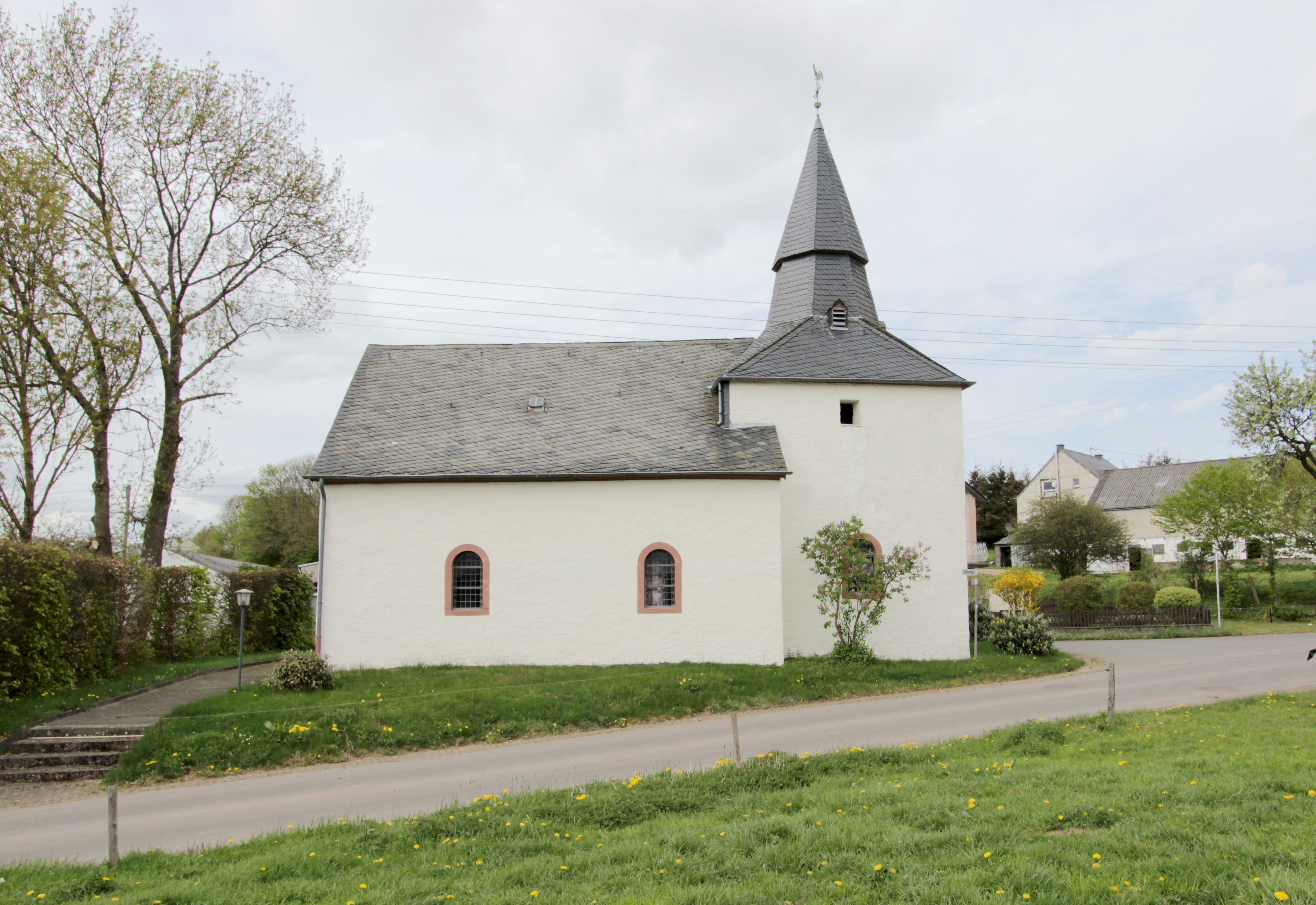
Kirche St. Valentin

| Jahr | Einwohner |
| ---- | --------- |
| 1815 | 208       |
| 1835 | 328       |
| 1871 | 381       |
| 1905 | 357       |
| 1939 | 368       |
| 1950 | 381       |

| Jahr | Einwohner |
| ---- | --------- |
| 1961 | 337       |
| 1970 | 335       |
| 1987 | 304       |
| 1997 | 273       |
| 2005 | 262       |
| 2024 | 199       |

## Politik

### Gemeinderat
Der Gemeinderat in Krautscheid besteht aus sechs Ratsmitgliedern, die bei der Kommunalwahl am 9. Juni 2024 in einer personalisierten Verhältniswahl gewählt wurden und dem ehrenamtlichen Ortsbürgermeister als Vorsitzendem.
Die Sitzverteilung im Ortsgemeinderat:
| Wahl | WGP | WGZ | WGL | WGN | Gesamt  |
| ---- | --- | --- | --- | --- | ------- |
| 2024 | 1   | 2   | 2   | 1   | 6 Sitze |

- WGP = Wählergruppe Pusch
- WGZ = Wählergruppe Zeimens
- WGL = Wählergruppe Loskyll
- WGN = Wählergruppe Neumann

### Bürgermeister
Norbert Antony wurde 2024 Ortsbürgermeister von Krautscheid. Bei der Direktwahl am 9. Juni 2024 wurde er mit einem Stimmenanteil von 58,8 Prozent für fünf Jahre in sein Amt gewählt, sein Konkurrent Thomas Loskyll unterlag bei der Wahl mit 41,2 Prozent der Stimmen.
Antonys Vorgänger Peter Pusch hatte das Amt seit 2014 bekleidet und war nicht mehr zur Wahl angetreten.

## Kultur und Sehenswürdigkeiten

### Bauwerke
In der Denkmalliste des Landes Rheinland-Pfalz (Stand: 2021) sind folgende Kulturdenkmäler ausgewiesen:
- Denkmalgeschützte Kirche St. Valentin – mit St. Apollonia und St. Gertrud – aus der Mitte des 18. Jahrhunderts
- Hoher Bildstock aus rotem Eifelsandstein von 1781 ⊙

Siehe auch: Liste der Kulturdenkmäler in Krautscheid

### Grünflächen und Naherholung
- Wanderrouten in und um Krautscheid[13]
- Jakobsweg durch Krautscheid nach Santiago de Compostela (Spanien); Krautscheid befindet sich auf dem Weg von Köln/Bonn über Trier nach Schengen mit Übernachtungsmöglichkeiten.[14][15]

### Regelmäßige Veranstaltungen
- Jährliches Kirmes- bzw. Kirchweihfest
- Hüttenbrennen am ersten Wochenende nach Aschermittwoch (sogenannter Scheef-Sonntag)[16][17]
- Mehrmals jährlich finden hier im Laachental Motorsport-Veranstaltungen (Stock-Car und Autocross) statt. Die ersten Rennen wurden 1969 durchgeführt und ziehen Besucher aus weitem Umkreis an.[18]

## Wirtschaft und Infrastruktur

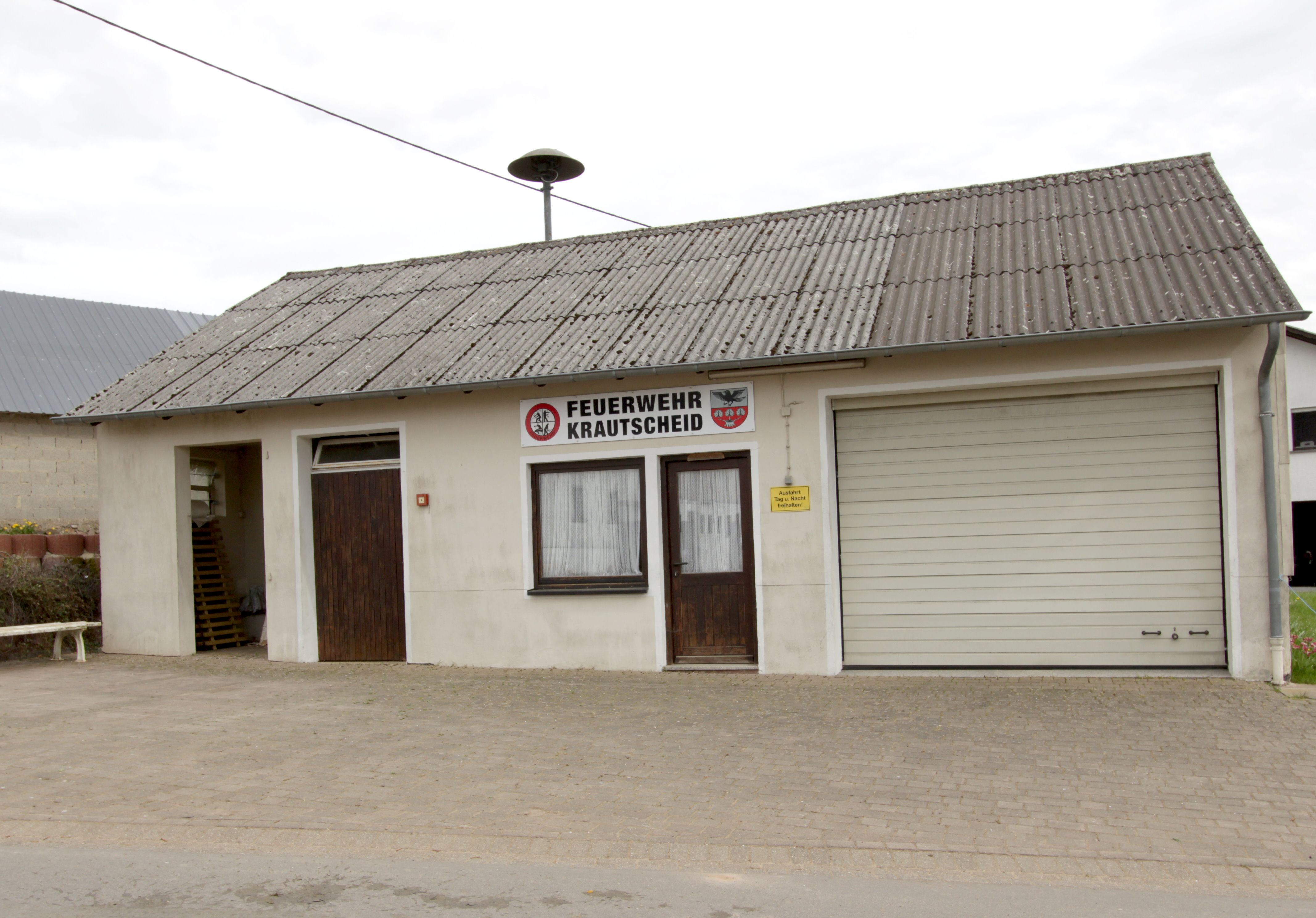
Gebäude der Freiwilligen Feuerwehr Krautscheid

### Gewerbe
Krautscheid ist eine landwirtschaftlich geprägte Wohngemeinde. 62,7 % des Gemeindegebietes werden landwirtschaftlich genutzt, 28,8 % sind von Wald bestanden (Stand 2019). Seit 1971, als noch 48 landwirtschaftliche Betriebe gezählt wurden, hat die landwirtschaftlich genutzte Fläche allerdings von 603 ha auf 420 ha (2010) abgenommen, die zu dieser Zeit von neun Betrieben bewirtschaftet wurden. Der Strukturwandel setzt sich weiter fort, im Jahre 2019 wurden noch vier Haupt- und zwei Nebenerwerbsbetriebe gezählt. Im gleichen Jahr gab es in Krautscheid zwei Handwerksbetriebe und fünf aus dem Dienstleistungsbereich, darunter zwei Gastronomiebetriebe und ein Seminarhaus.

### Öffentliche Einrichtungen
Die Ortsgemeinde ist Standort einer Freiwilligen Feuerwehr.

### Verkehr
Der Ort liegt am Kreuzungspunkt mehrerer Landes- und Kreisstraßen (L 9 und L 10, sowie K 50 und K 61). Die nächste Autobahn-Anschlussstelle Waxweiler/Schönecken liegt 10 km östlich an der Bundesautobahn 60.